# Cyrtochilum cuencanum
Cyrtochilum cuencanum är en orkidéart som beskrevs av Friedrich Fritz Wilhelm Ludwig Kraenzlin. Cyrtochilum cuencanum ingår i släktet Cyrtochilum, och familjen orkidéer. Inga underarter finns listade i Catalogue of Life.